# Plante médicinale

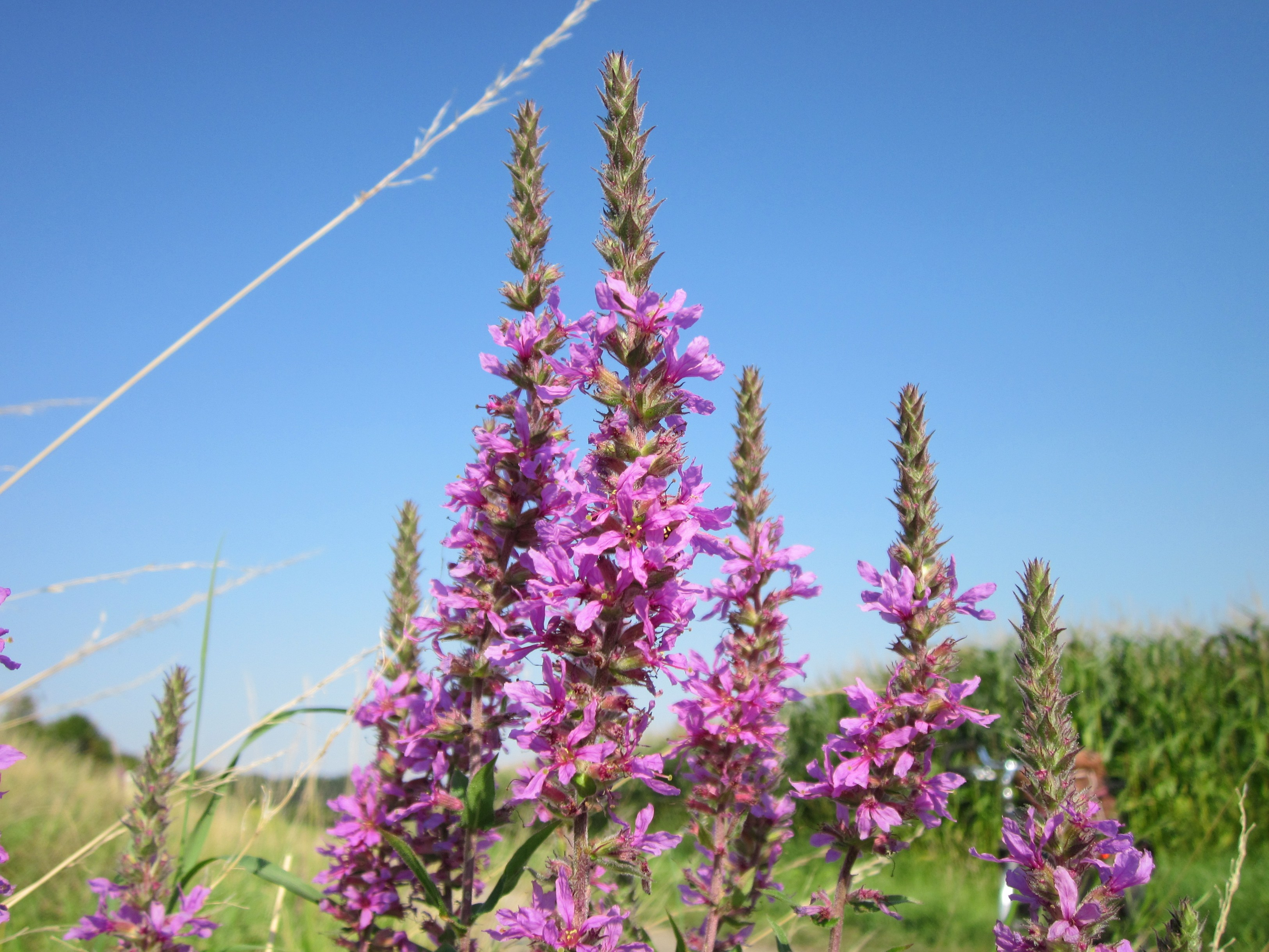
Fleurs de Salicaire commune.

Une plante médicinale est une plante utilisée pour ses propriétés particulières bénéfiques pour la santé humaine, voire animale.
D'abord appelées « simples » à partir du Moyen Âge en médecine médiévale, elles correspondent aujourd'hui à des produits issus de la phytothérapie.
La plante est rarement utilisée entière (piloselle). Le plus souvent il s'agit d'une ou de plusieurs parties de la plante qui peuvent avoir chacune des utilisations différentes : rhizome (gingembre), bulbe (scille), racine (angélique), parties aériennes (ortie), tige (prêle), écorce (cannelle), bourgeon (pin), feuille, (sauge), sommité fleurie (salicaire), fleur (violette), pétale (coquelicot), fruit (fenouil), graine (lin), tégument de graine (ispaghul), exsudation de la plante (gomme arabique, myrrhe), thalle des algues (goémon). Différentes parties d’une même plante peuvent avoir des utilisations différentes (aubier et inflorescence de tilleul).
Des plantes ayant des propriétés médicamenteuses peuvent avoir également des usages alimentaires ou condimentaires ou encore servir à la préparation de boisson hygiénique. Depuis l'Antiquité, la théorie des signatures systématisée au XVIe siècle, a joué un grand rôle pour distinguer par analogie les plantes nécessaires à une guérison humaine, avant d'être largement contestée dès le XVIIe siècle et totalement abandonnée du monde savant au Siècle des Lumières.
Selon les données de l'Organisation mondiale de la santé (OMS), dans le monde 14 à 28 % des plantes sont répertoriées comme ayant un usage médicinal. Des enquêtes réalisées au début du XXIe siècle révèlent que 3 à 5 % des patients des pays occidentaux, 80 % des populations rurales des pays en développement et 85 % des populations au sud du Sahara utilisent les plantes médicinales comme principal traitement.

## Définition
Une plante médicinale est aujourd'hui définie par la pharmacopée française (11e éd., 2012) comme une « drogue végétale au sens de la pharmacopée européenne dont au moins une partie possède des propriétés médicamenteuses ». Une « drogue végétale » est (entre autres) une plante ou une partie de plante, utilisées en l’état, soit le plus souvent sous forme desséchée, soit à l’état frais (Ph. eur., 7e éd., 01/2010:1433).
La pharmacopée chinoise met l'accent sur la médecine des plantes médicinales à titre préventif dans un environnement global basé sur les énergies.
Selon l’Académie nationale de médecine, l’expression drogue végétale ou, plus couramment, drogue, désigne donc — historiquement — une matière première naturelle servant à la fabrication des médicaments. De nos jours, le mot est équivoque et certains ont proposé qu'il soit, dans le contexte des plantes médicinales, remplacé par l’expression « partie de plante utilisée ».

## Histoire
« Que ton aliment soit ton remède et ton remède ton aliment. »

— Aphorisme d'Hippocrate.

### Préhistoire, Antiquité, Moyen Âge, Renaissance

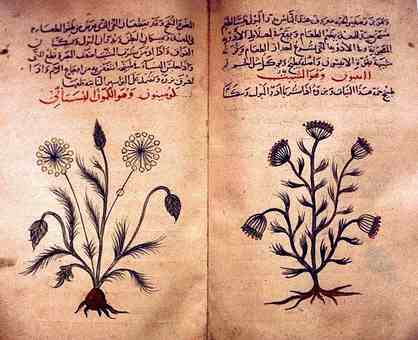
Traité arabe (env. 1334) concernant les plantes médicinales, selon le De materia medica du médecin, pharmacologue et botaniste de l'Antiquité grecque Dioscoride.

On a trouvé la trace de l’utilisation des plantes 5 000 ans av. J.-C. en Chine. En Mésopotamie et en Égypte, tablettes cunéiformes et papyrus témoignent du recours aux plantes. Dans le monde occidental, les observations cliniques des effets des plantes par Hippocrate marquèrent l'intérêt pour ces remèdes. De siècle en siècle, Théophraste, Aristote puis Pline l'Ancien et Dioscoride approfondirent la connaissance des plantes et de leurs propriétés. L’ouvrage de Dioscoride (Ier siècle av. J.-C.) — le De materia medica — décrit plus de cinq cents plantes et leur utilisation : il restera une référence jusqu’au XVIIIe siècle. Il en sera de même des travaux de Galien, médecin de Marc-Aurèle, considéré comme le fondateur de la pharmacie. Par la suite, le développement des routes commerciales vers l’Inde et l’Asie, aussi bien que la diffusion de la culture arabe, enrichirent l’arsenal thérapeutique végétal. La découverte du Nouveau-Monde et de la richesse de sa flore eut une incidence forte tant sur l’alimentation (pomme de terre, tomate, maïs, etc.) que sur la pharmacopée (ipéca, quinquinas, baumes, etc.).

### Époque moderne
Après les progrès fulgurants de la botanique systématique (Carl von Linné, Jussieu et beaucoup d’autres) vint l’heure de la première édition de la Pharmacopée française (1818) et le règne des chimistes qui isolèrent une série impressionnante de molécules : morphine (1817), codéine (1832), acide salicylique et, dans la seconde moitié du XIXe siècle : quinine, strychnine, colchicine, cocaïne, ésérine,.
Les progrès de la physiologie, puis de la pharmacologie, permirent de comprendre les mécanismes d’action de ces substances naturelles. Depuis quelques décennies, la compréhension des relations qui existent entre la structure d'une molécule et son activité biologique permet la conception et la fabrication de médicaments synthétiques aux performances améliorées ou aux effets indésirables mieux contrôlés.
Aujourd’hui, des inventaires systématiques, des enquêtes ethnobotaniques, l’extension de la recherche aux champignons — ce sont eux qui produisent les antibiotiques — et aux innombrables organismes marins, ainsi que des moyens puissants (criblage à haut débit), permettent de sélectionner des substances qui, pour certaines, deviennent (ou deviendront) des médicaments, révèlent des mécanismes d’action originaux, ouvrent de nouvelles voies de synthèse. Dérivés de l’artémisinine, paclitaxel, docétaxel, ixabépilone, etc. témoignent de cet apport majeur des substances naturelles à la thérapeutique. Parallèlement, l’approfondissement de la connaissance des plantes d’usage traditionnel, tout comme l'amélioration des techniques de production et de contrôle, améliorent leurs qualités. L'évaluation clinique de leurs effets permet de mieux cerner ce qu’elles peuvent apporter à l’arsenal thérapeutique, au prix d'un risque généralement limité,.
Sur les 40 000 espèces de plantes médicinales existant dans le monde, 30 000 poussent en Indonésie.

### Vente des plantes médicinales en France

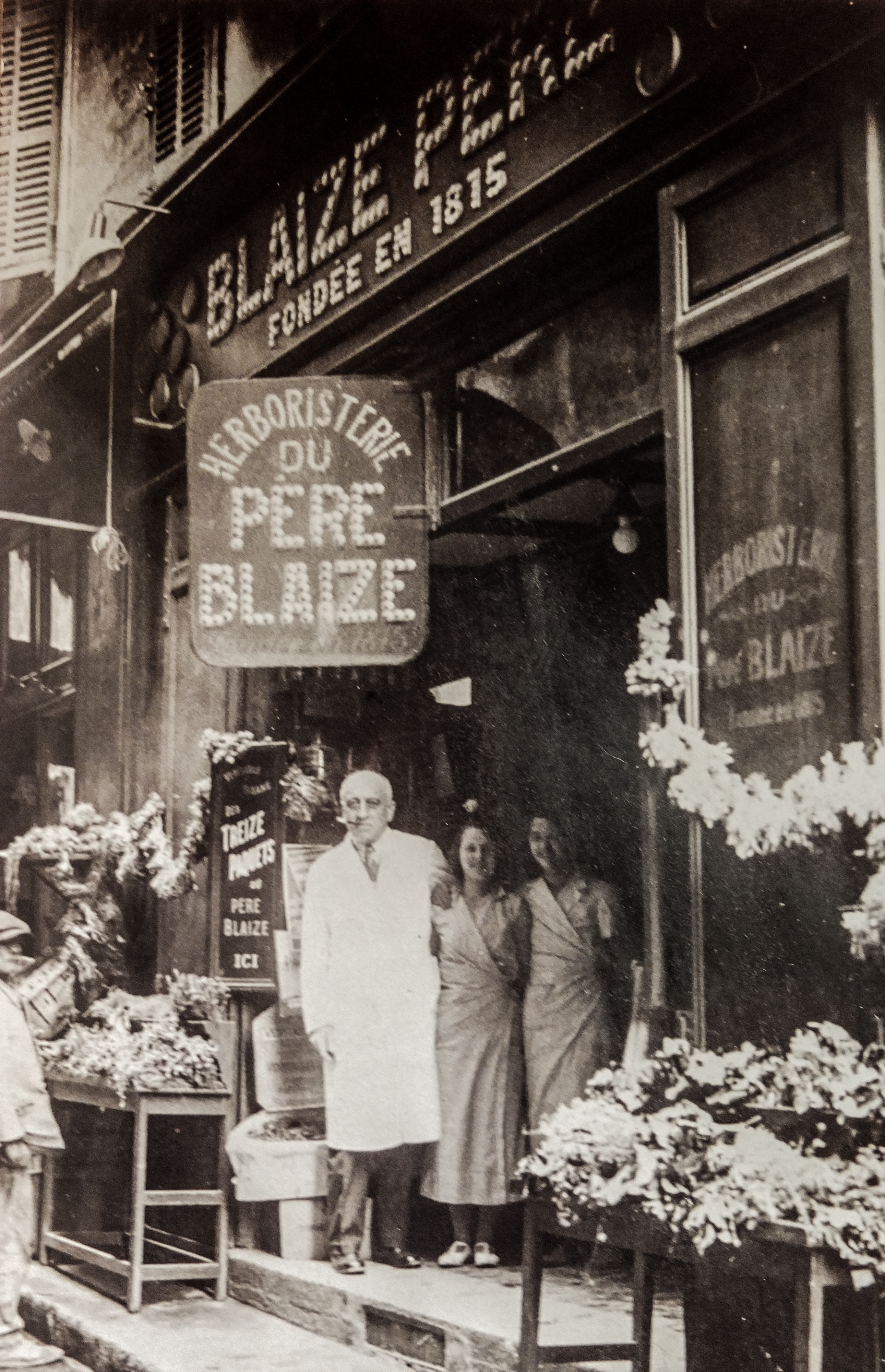
Herboristerie à Marseille en 1920.

En France, le diplôme d’herboriste ayant été supprimé en 1941, la vente des plantes médicinales inscrites à la Pharmacopée est réservée aux pharmaciens sous réserve des dérogations établies par décret. Un décret pris en 2008 a modifié l’article D4211-11 du Code de la santé publique, portant de 34 à 148 le nombre de plantes ou parties de plantes médicinales inscrites à la Pharmacopée qui peuvent être vendues par des personnes autres que les pharmaciens. Cet article précise la ou les formes d’utilisation autorisées pour ces plantes (en l’état, en poudre et/ou sous forme d’extrait sec aqueux).

## Phytothérapie – médicaments à base de plantes
Aujourd’hui, la thérapeutique continue de recourir aux plantes de deux façons :
1. Pour l’extraction industrielle de substances naturelles pures, destinées le plus souvent à des indications thérapeutiques majeures : prise en charge de la douleur (morphine), traitement des cancers (paclitaxel, vinblastine), traitement du paludisme (artémisinine), etc. ;
2. En nature ou sous la forme de médications familiales simples ou plus innovantes (poudres, extraits, etc.), généralement utilisées dans les pathologies mineures ou en thérapeutique d’appoint : c’est le champ actuel de la phytothérapie. Habituellement cataloguée en tant que « médecine douce », elle connaît un large succès. Après évaluation clinique, et sous réserve que la balance bénéfices-risques soit favorable, divers médicaments de phytothérapie constituent une possibilité parmi d’autres de prise en charge de certaines de ces pathologies du quotidien[14].

En France, les médicaments à base de plantes bénéficient depuis les années 1980 d’une Autorisation de mise sur le marché (AMM) dite « allégée » qui donne au consommateur des garanties de qualité et d’innocuité. Cette AMM est délivrée sur la base d’un dossier de demande qui, pour 192 plantes d’usage bien établi figurant sur une liste positive, peut être abrégé (en particulier exempt de tout ou partie des essais pharmaco-toxico-cliniques).
Ces médicaments à base de plantes sont conçus pour être utilisés sans l’intervention d’un médecin et pour être administrés selon un dosage et une posologie spécifiée, par voie orale, externe, ou par inhalation. L’indication thérapeutique, rigoureusement libellée, doit être précédée de la mention « traditionnellement utilisé dans » pour attester du fait que ces indications n’ont pas été rigoureusement démontrées.
Depuis une directive européenne de 2004 (2004/24/CE), la procédure simplifiée est devenue un « enregistrement de l’usage traditionnel ». La transposition de la Directive élargit la procédure à l’ensemble des médicaments traditionnels à base de plantes.
La même Directive a créé, au sein de l’Agence européenne du médicament, un Comité européen des médicaments à base de plantes (HMPC) qui élabore des monographies destinées à faciliter l’obtention des enregistrements. Ces documents, soumis à débat public avant adoption, sont consultables en ligne : ils constituent des documents de référence pour tout lecteur intéressé par les plantes médicinales.
Les principales plantes médicinales sont :
- l'échinacée[18] ;
- le cassis[19],[20] ;
- la prêle[21],[22] ;
- l'ortie[23],[24] ;
- la mélisse[25],[26] ;
- l'artichaut[27],[28] ;
- la valériane[29],[30] ;
- la passiflore[31],[32],[33] ;
- le marron d'inde[34],[35] ;
- le mélilot[36] ;
- la reine des prés[37],[38] ;
- le fucus[39] ;
- la bardane[40] ;
- le ginseng [38].

## Principales substances à activité biologique potentielle
Les plantes utilisent l'énergie du rayonnement solaire, le dioxyde de carbone (alias « gaz carbonique ») présent dans l'atmosphère, l'eau et les éléments inorganiques du sol qu'elles absorbent par les racines (eau, éléments inorganiques) et par les feuilles (dioxyde de carbone). Le processus de base est la photosynthèse qui fixe le carbone contenu dans le dioxyde de carbone atmosphérique, en le combinant aux atomes d'hydrogène contenus dans les molécules d'eau,,. Les premiers produits formés par la photosynthèse sont des hydrates de carbone alias glucides, de faible masse moléculaire (oses). C'est à partir de ces oses (ou sucres) que sont ensuite formés tous les métabolites primaires nécessaires à la survie de la plante : glucides complexes (polymères comme la cellulose, l'amidon ou les pectines), acides aminés (constitutifs des protéines), acides gras (constitutifs des lipides), etc. C'est également à partir de ces premiers oses qu'est formée une infinie variété de substances dont le rôle dans la plante est encore souvent mal connu : les métabolites secondaires. Un grand nombre de ces métabolites secondaires présente des propriétés pharmacologiques intéressantes, parfois exploitées dans un but thérapeutique, soit après extraction à partir de la plante (digoxine des digitales, morphine du pavot, quinine des quinquinas, etc.), soit directement : on utilise alors la plante ou une préparation simple issue de la plante (poudre, teinture, extrait, etc.).

### Métabolites primaires

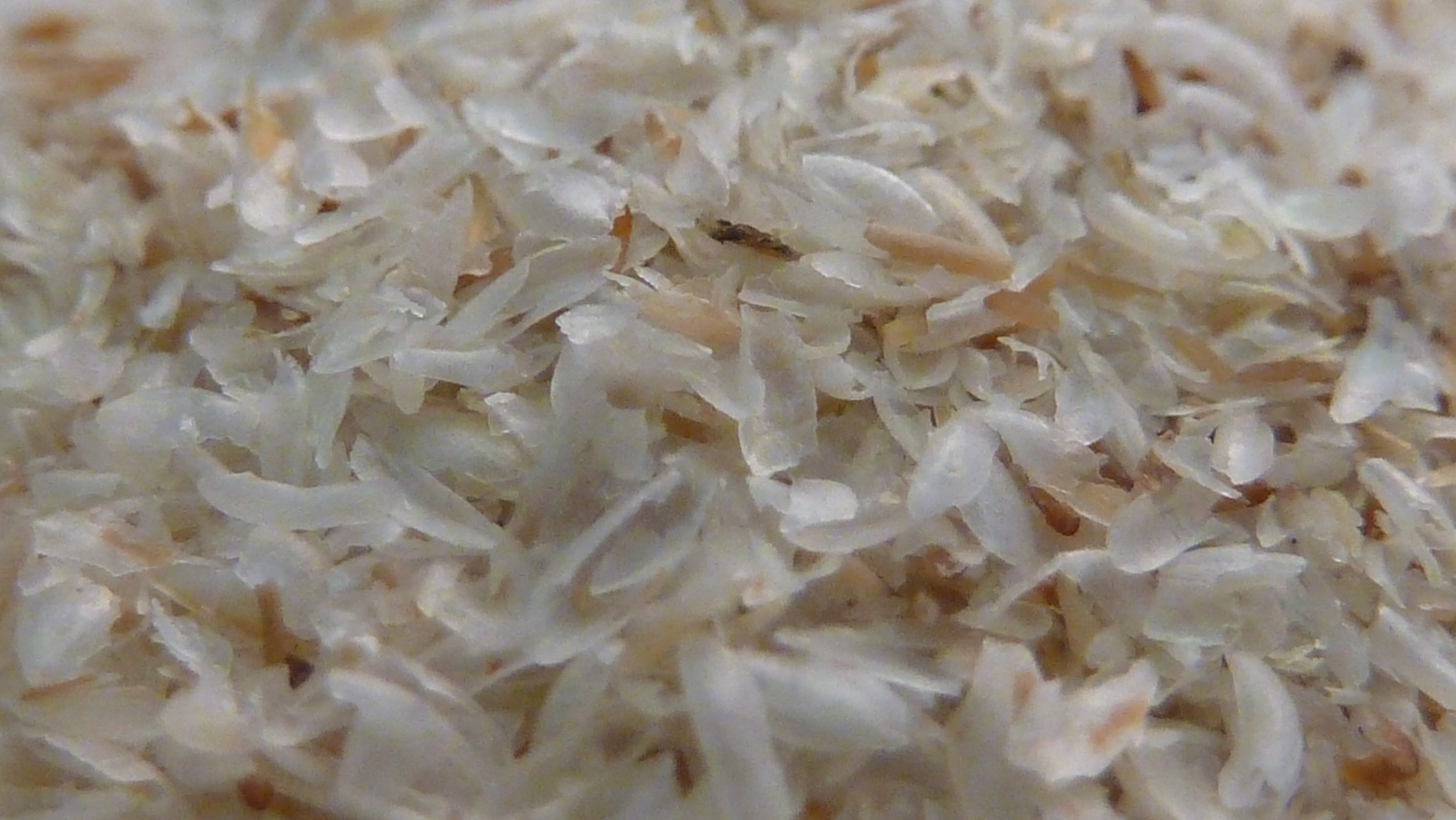
Mucilage de graines de Plantain des Indes (ispaghul).

Les métabolites primaires sont souvent employés comme excipients dans la fabrication des formes médicamenteuses : oses édulcorants, polysaccharides (natifs ou modifiés) utilisés pour la préparation de comprimés, huiles nécessaires à l'obtention d'émulsions et autres formes, etc. Ces mêmes métabolites primaires confèrent aussi d'intéressantes propriétés thérapeutiques à certaines plantes :
- amélioration du transit intestinal par la gomme de Sterculia, les galactanes sulfatés du thalle de la mousse d'Irlande (Chondrus), le mucilage de la graine de Plantain des Indes (ispaghul) ou celui de la graine du lin ;
- effet adoucissant des affections dermatologiques de plantes à mucilages telles que la mauve ou la guimauve ;
- amélioration — controversée — de l'eczéma atopique par l'huile d'onagre[44] ;

pour ne citer que quelques exemples.

### Métabolites secondaires
Les métabolites secondaires :
- on connaît, et de mieux en mieux, le rôle bénéfique des fibres alimentaires (essentiellement composées de polysaccharides non digestibles), qu'il soit démontré (action hypocholestérolémiante et prévention des accidents cardiovasculaires[45]) ou possible (prévention du cancer colorectal[46],[47]). On peut aussi citer l'intérêt des huiles végétales riches en acides gras polyinsaturés (maïs, noix, soja, tournesol, pépins de raisins[48]) ;
- d'autres substances interviennent :
  - la plupart des polyphénols (flavonoïdes, anthocyanes, resvératrol, etc.)  sont des antioxydants et, à ce titre constituent des micronutriments dont la consommation est inversement corrélée à la survenue d'affections cardio-vasculaires. Les tocophérols, lignanes, isoflavonoïdes et autres composés phénoliques peuvent aussi avoir un effet bénéfique,
  - le rôle de composés terpéniques comme les carotènes dans la prévention des cancers n'est pas démontré, du moins en cas de supplémentation qui apparaît inefficace, voire dangereuse pour certaines populations (fumeurs)[49],[50] ;
  - les glucosinolates, caractéristiques des Brassicaceae (brocoli, choux de Bruxelles, choux-fleurs, etc.), semblent diminuer le risque de certains cancers (estomac, côlon, rectum)[51].

Quelles que soient les difficultés rencontrées par les épidémiologistes pour relier de façon certaine tel composé et tel risque particulier, il demeure bien établi que la consommation journalière de fruits et légumes, dans le cadre d'un régime équilibré, est un facteur de santé ; c'est pourquoi elle est actuellement fortement encouragée. Les métabolites secondaires connus sont très nombreux, plusieurs dizaines de milliers ont été décrits. Ils sont le plus souvent classés en trois catégories principales : composés phénoliques, terpènes et stéroïdes, alcaloïdes. On y adjoint divers composés simples, issus de la modification d'acides aminés, d'acides gras ou de sucres simples, tels que les actifs soufrés de l'ail ou encore les alcanols du prunier d'Afrique.

#### Composés phénoliques ou polyphénols

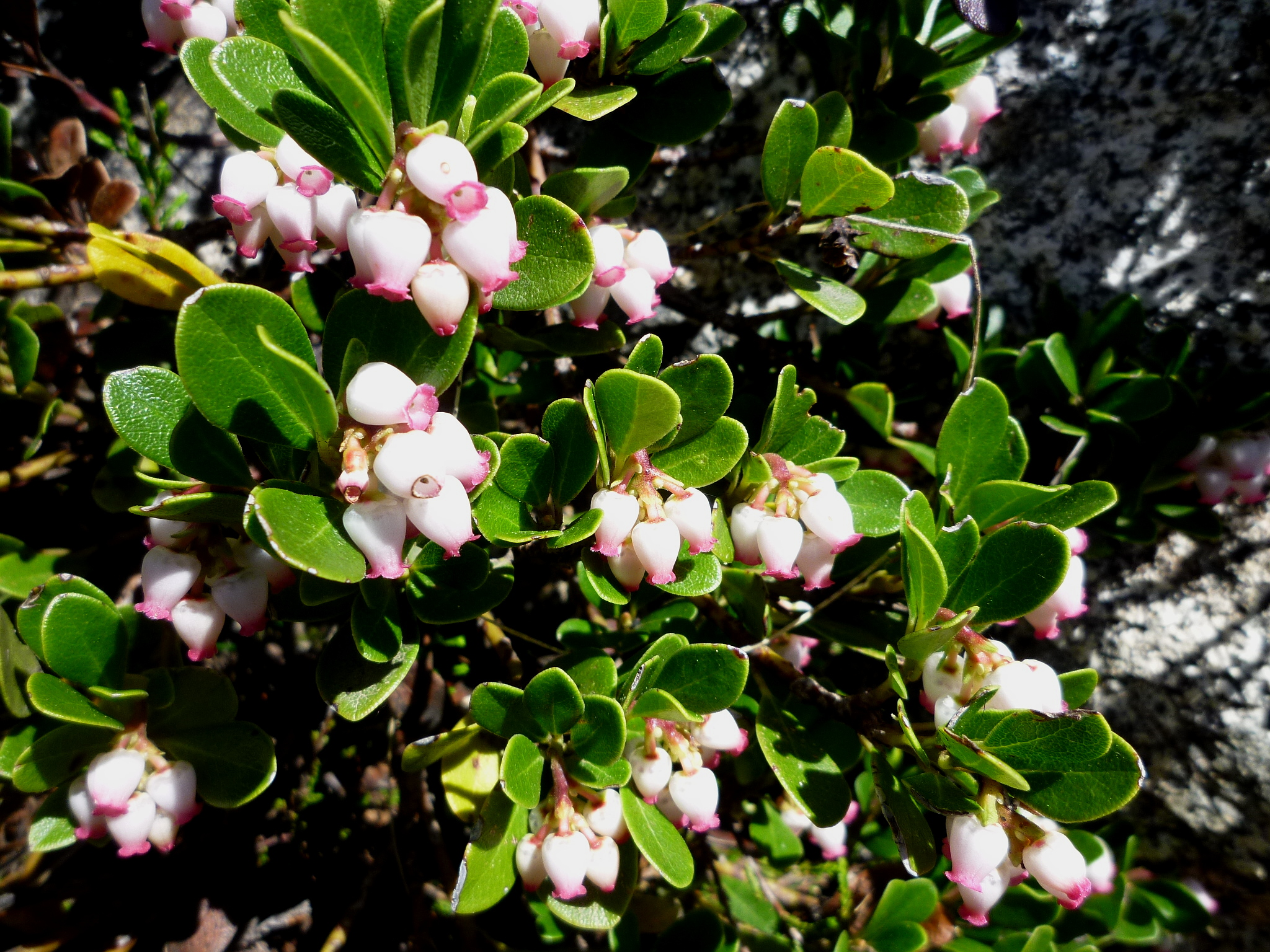
Busserole (raisin d'ours) en fleurs.

Les spécialistes classent les polyphénols en fonction de leur mode de biosynthèse et de leur structure. Les principaux composés phénoliques végétaux sont :
- des phénols et acides-phénols simples, souvent fortement antioxydants (romarin), parfois antibactériens urinaires (arbutoside de la busserole), analgésiques et anti-inflammatoires (saule) ou stimulants de la sécrétion biliaire (feuille d'artichaut) ;
- des coumarines comme celles qui confèrent aux extraits de mélilot des propriétés anti-œdémateuses ou comme les furanocoumarines photosensibilisantes (grande berce, figuier, céleri) ;
- des lignanes comme ceux de la podophylle qui servent à préparer des médicaments antitumoraux ;
- des dérivés phénylpropaniques comme ceux, anti-vomitifs, du gingembre ou ceux, anxiolytiques, du kava ;
- des flavonoïdes et composés apparentés (anthocyanes) utilisés, ainsi que les plantes qui en contiennent, dans l'insuffisance veinolymphatique, en dépit d'une efficacité marginale[53] Ils participent aussi aux propriétés du Ginkgo biloba. C'est aussi dans ce groupe que l'on classe les isoflavonoïdes, en particulier les isoflavones, plus connues sous le nom de phytoestrogènes, et présentées, sans preuve solide[54], comme — entre autres propriétés — susceptibles de diminuer faiblement la fréquence des bouffées de chaleur liées à la ménopause ;
- des tanins, responsables de l'activité antidiarrhéique de nombreuses plantes d'usage traditionnel. On classe dans ce groupe les proanthocyanidols (= proanthocyanidines) qui confèrent à l'aubépine son activité sur les palpitations cardiaques et au jus des fruits de la canneberge à gros fruits (alias cranberry), son activité bactériostatique qui peut diminuer la fréquence des récidives d'infection bactérienne[55] ;
- des quinones, naphtoquinones comme la juglone antibactérienne de la feuille de noyer et, surtout, anthraquinones qui sont des laxatifs drastiques dont l'usage, déconseillé, doit être limité dans le temps : séné, bourdaine, aloès, etc. ;
- des terpénophénols, comme le tétrahydrocannabinol du cannabis ou comme l'hyperforine, qui est sans doute la substance responsable des propriétés antidépressives assez largement reconnues au millepertuis.

#### Terpènes et stéroïdes
Dérivés — formellement — de l'isoprène (C5H8), les terpènes se différencient par le nombre n  d'unités isopréniques qui les constituent : (C5H8)n. Les principaux constituants terpéniques des végétaux sont :
- des monoterpènes (n = 2). Volatils, ce sont les constituants majoritaires des huiles essentielles. De nombreuses espèces végétales leur doivent leur odeur caractéristique (anis, basilic, cannelle, livèche, marjolaine, thym, verveine, etc.). Ils sont responsables des propriétés variées des huiles essentielles et des plantes qui les contiennent : antiseptiques (cinéole de l'eucalyptus), antispasmodiques (menthol des menthes), etc. D'autres, non volatils, seraient à l'origine des propriétés anti-inflammatoires de la racine d'harpagophyton (iridoïdes). D'autres encore sont insecticides (pyréthrines) du pyrèthre de Dalmatie ;
- des sesquiterpènes (n = 3). Certains, volatils, sont constituants des huiles essentielles. L'artémisinine, un sesquiterpène lactonique non volatil, extrait d'une armoise, est devenue, en association avec d'autres antimalariques (ou antipaludéens), un traitement de référence du paludisme[56] ;

À noter : certaines huiles essentielles renferment préférentiellement des composés phénoliques volatils : eugénol (girofle), anéthole (anis, fenouil), etc. Certains d'entre eux sont cancérigènes (safrole, estragole).

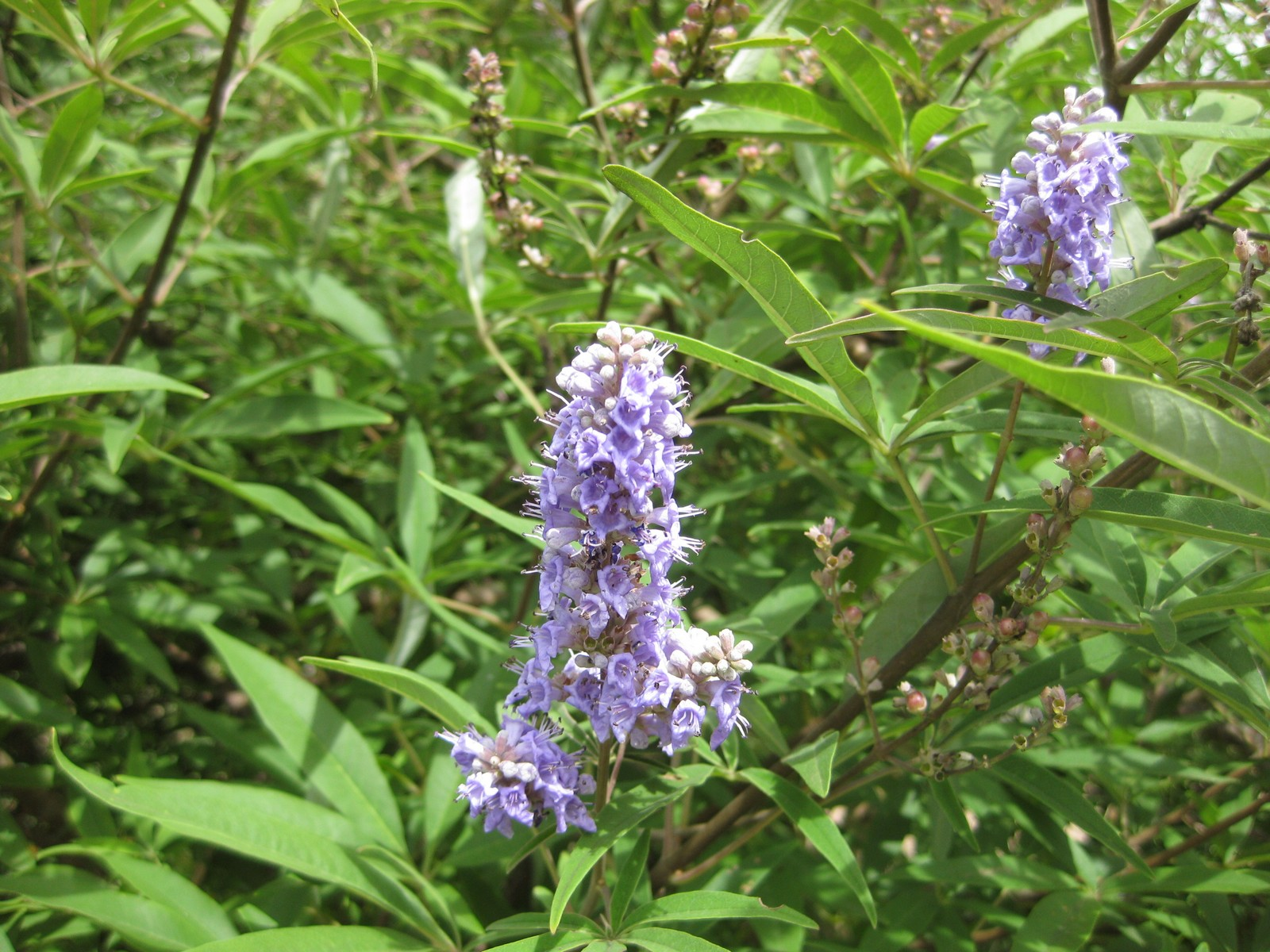
Efflorescence de gattilier (Vitex agnus-castus).

- des diterpènes (n = 4). Présents dans le gattilier (utilisé pour les règles douloureuses), ils peuvent être hallucinogènes (salvinorine de la sauge des devins), antihypertenseurs, insecticides, antioxydants (romarin), ou cytotoxiques : le taxol (= paclitaxel) des ifs est un amide diterpénique antitumoral très employé en cancérologie ;
- des triterpènes (n = 6). Les plus fréquents dans les plantes médicinales sont des saponosides (alias saponines, qui sont des glycosides d'une génine triterpénique [ou, plus rarement, stéroïdique]) : glycyrrhizine anti-inflammatoire de la racine de réglisse, mais aussi actifs du fragon (proposé dans le traitement des hémorroïdes), du ginseng, etc. Leur pouvoir moussant (sapo : savon, en latin) les rend utiles pour la fabrication des shampoings (ex. : bois de panama). Tous les triterpènes ne sont pas des saponosides (c'est-à-dire des glycosides, ex. : composants de l'actée à grappes) ;
- des caroténoïdes (n = 8) : lycopène de la tomate, capsanthine du piment, etc.

Les stéroïdes ont une structure proche de celle des triterpènes. Certains sont cardiotoniques (digoxine des digitales), d'autres, les phytostérols sont, entre autres, hypocholestérolémiants (sitostérol → margarines). Certains phytostérols, comme d'ailleurs des saponosides de nature stéroïdique, sont utilisés par l'industrie pour fabriquer des stéroïdes utilisés en thérapeutique (corticoïdes, contraceptifs, anabolisants, etc.).

#### Alcaloïdes
Les alcaloïdes ont la particularité de renfermer au moins un atome d'azote. De ce fait, ce sont des bases qui existent le plus souvent dans la plante sous forme de sels. À l'exception de ceux que l'on appelle parfois des pseudo-alcaloïdes (ex. : solanine, coniine), ils sont issus du métabolisme des acides aminés. L'atome d'azote des alcaloïdes vrais est inclus dans un cycle (amines secondaires, tertiaires ou, moins fréquents, ammoniums quaternaires).
Il existe des milliers d'alcaloïdes dans les plantes et la plupart d'entre eux ont des propriétés pharmacologiques marquées. De fait, bon nombre sont toxiques (aconitine, strychnine, etc.).
De nombreux alcaloïdes sont actuellement extraits des plantes, purifiés et utilisés en thérapeutique : atropine (des Brugmansia et Duboisia), morphine et codéine du pavot à opium, quinine des quinquinas, vinblastine de la pervenche de Madagascar, etc. Bon nombre aussi sont utilisés pour être transformés chimiquement en substances à activité modifiée : (nalorphine, vinorelbine, etc.), ou ont donné naissance à des familles de médicaments synthétiques : anticholinergiques sur le modèle de l'atropine, anesthésiques locaux sur le modèle de la cocaïne, anticholinestérasiques, analgésiques (morphine → péthidine → fentanyl → méthadone, etc). D'autres servent uniquement de matières premières pour l'obtention de médicaments (ex. : thébaïne du pavot → buprénorphine, naltrexone).
Les plantes à alcaloïdes son très rarement employées en nature : le nombre de celles qui peuvent être utilisées sous cette forme, ou sous forme de médicament en phytothérapie est très restreint : boldo, fumeterre, thé, coquelicot, etc.
Les spécialistes classent les alcaloïdes en fonction de l'acide aminé à partir duquel la plante les synthétise (ornithine, lysine, phénylalanine/tyrosine, tryptophane, etc.). Précurseur et mécanisme de formation de l'hétérocycle déterminent l'existence de nombreux groupes structuraux comme (liste non exhaustive) :
- des pyrrolizidines, comme les alcaloïdes hépatotoxiques de la consoude, ou des quinolizidines comme celles qui rendent toxiques graines de cytise ou de genêts ;
- des tropanes, comme l'atropine, ou comme la cocaïne de la feuille de cocaier ;
- des pyridines comme la nicotine ;
- des isoquinoléines. Très nombreuses, elles peuvent être plus ou moins complexes : très simples (éphédrine, analogue des amphétamines et de l'adrénaline), doubles (constituants des curares de l'Amérique du Sud, maintenant remplacés en anesthésiologie par des analogues de synthèse), polycycliques (morphine, mais aussi galantamine, utilisée en cas de démence de type Alzheimer, etc.) ;
- des tropolones : colchicine antigoutteuse ;
- des indoles. Simples, ils sont souvent hallucinogènes (ayahuasca, champignons) ; complexes, ils peuvent être antihypertenseurs, ou antitumoraux (vinblastine, vincristine). On en trouve aussi dans les champignons (ergotamine) ;
- des quinoléines : quinine antimalarique ;
- des purines : théophylline (traitement de l'asthme), caféine ;
- des imidazoles ;
- des alcamines, molécules terpéniques secondairement azotées : aconitine (l'aconit est encore utilisé en médecine chinoise), solanine toxique des Solanaceae, etc ;

Notons enfin que les plantes à alcaloïdes sont souvent responsables d'intoxications aiguës — aconits, ciguës (Conium, Cicuta), colchique, stramoine (Datura), - ou chroniques, (séneçons, consoude, astragales... principalement chez les herbivores).

#### Autres constituants (dérivés simples de métabolites primaires)
On trouve dans ce groupe :
- des dérivés du métabolisme des sucres : acides organiques du karkadé, acide ascorbique (alias vitamine C) des cynorhodons de l'églantier, polyols (obtenus maintenant par synthèse), etc. ;
- des dérivés apparentés aux lipides : dérivés polyacétyléniques des échinacées — d'efficacité douteuse[60] —, alcanols et autres composés des extraits (Serenoa, Prunus africana) indiqués dans le traitement symptomatique de l'hypertrophie bénigne de la prostate ;
- des dérivés du métabolisme des acides aminés : glucosinolates (des glycosides soufrés) de l'herbe aux chantres, et autres composés soufrés de l'ail (modestement antihypertenseur).

## Précautions
Certaines plantes contiennent des principes actifs qui peuvent être extrêmement puissants, d'autres sont toxiques à faible dose. Le fait que l'on n'utilise que des plantes ne signifie pas que cela est sans danger : la culture libre ou l'utilisation de certaines plantes est d'ailleurs interdite dans certains pays, le cas le plus courant étant le pavot dont la culture est réglementée en France et destinée à la seule industrie pharmaceutique. On estime que 5 % des intoxications recensées en France sont dues aux plantes, parfois par des préparations phytothérapiques comme les aconits.
La pharmacologie reconnaît l'action bénéfique de certaines plantes et s'attache donc à extraire le principe actif de ces plantes. À l'inverse, la consommation « brute » de la plante induit la consommation d'autres produits contenus dans la plante que le principe actif (parfois nocifs : cétones, coumarines…), et ne permet pas de connaître la dose exacte de principe actif ingéré, entraînant un risque de sous-dosage ou de surdosage.
La composition chimique d'une plante peut aussi varier d'un spécimen à l'autre, dépendant du terrain, des conditions de croissance, humidité, température, ensoleillement, qui vont déterminer ce que l'on appelle en aromathérapie le chémotype : ainsi une même espèce, cultivées dans deux régions différentes, pourra avoir des propriétés extrêmement différentes.
En conséquence, il n'est pas recommandé d'utiliser des plantes d'origine douteuse, puisque les facteurs de pollution, la cueillette et les méthodes de conservation, de stockage… peuvent altérer les propriétés des plantes. Il convient d'éviter les plantes sèches vendues sous sachet transparent, car la lumière peut altérer en partie certaines de leurs propriétés [réf. nécessaire].
Par ailleurs, il est de plus en plus documenté que les plantes médicinales sont souvent contaminées par des mycotoxines au potentiel cancérigènes, comme les aflatoxines. Ces toxines sont produites par des microorganismes fongiques (moisissures) toxinogènes, e.g., Aspergillus flavus, qui croissent sur la plante dans le champ ou sur les préparations sèches destinées au traitement médicale lors du stockage. Ce qui nécessite l'intervention des autorités publiques pour assurer l'adoption d'une réglementation adéquate et veiller à son respect de la part des vendeurs et des herboristes.
La phytothérapie par voie orale est généralement contre-indiquée chez les enfants de moins de 12 ans, voire 18 ans.

## Patrimoine culturel immatériel

### Inventaire national du Patrimoine culturel immatériel français
Nombreux savoir-faire du Briançonnais sont inscrits à l'Inventaire français du Patrimoine culturel immatériel. C'est notamment le cas des savoir-faire liés aux plantes médicinales dont l'enquête s'est déroulée en juillet 2015 afin d'intégrer l'Inventaire en novembre 2015. Basé sur le travail ethnographique de Denise Delcour, l'enquête s'est complétée d'un entretien téléphonique avec Dominique Coll, ethnobotaniste qui a créé l'association Les Coll Buissonnière en 2002. Dominique Coll a identifié sept plantes encore employées dans le Briançonnais pour leurs propriétés médicales :
- Genépi (Artemisia galcialis, A. genipi, A. umbelliformis) ;
- Hysope (Hyssopus officinalis) ;
- Cassis (Ribes nigrum) ;
- Prune de Briançon (Prunus brigantina) ;
- Sureau noir (Sambucus nigra) ;
- Millepertuis (Hypericum perforatum) ;
- Bouleau (Betula pendula).

Les savoirs naturalistes des atandes de Larrau ont été inscrits à l'inventaire français du patrimoine culturel immatériel en 2012.
Les emplois médicinaux du plantain badasson en Haute-Provence occidentale ont également été inscrit à l'inventaire français du patrimoine culturel immatériel en 2018.
Les usages médicinaux et vétérinaires du lin et chanvre en Bretagne ont quant à eux été inscrits à l'inventaire français du patrimoine culturel immatériel en 2020.
Les gestes du travail pour la cueillette du tilleul dans les Baronnies provençales ont été inclus à l'inventaire français du patrimoine culturel immatériel en 2024.